# Fractale de Rauzy

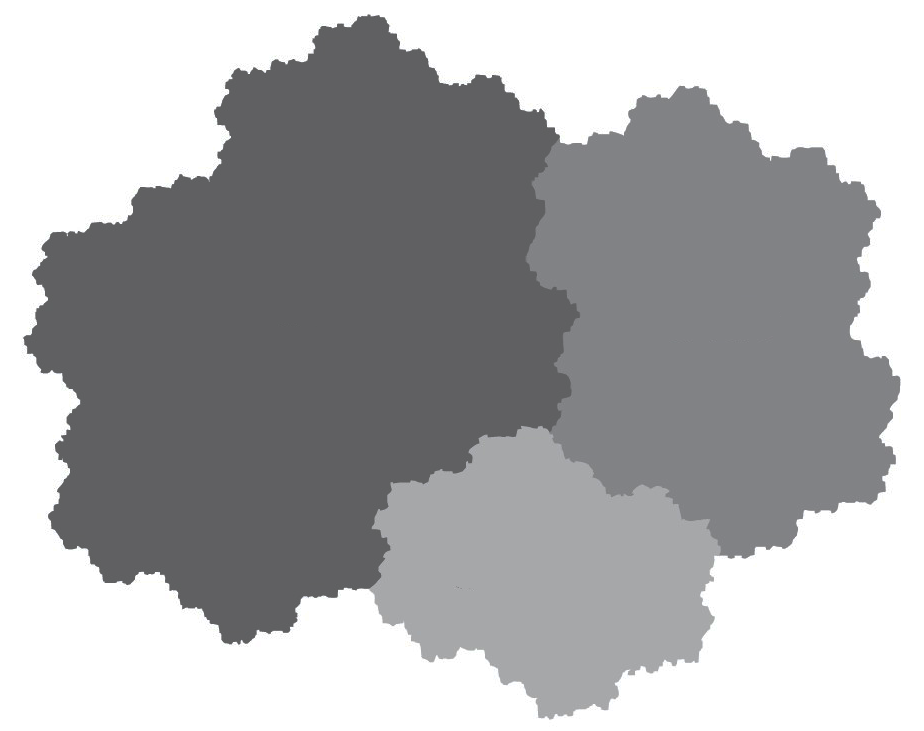
Fractale de Rauzy

La fractale de Rauzy (ou, au masculin, « le fractal de Rauzy ») est une figure fractale associée à la substitution de Tribonacci : {\displaystyle s(1)=12}, {\displaystyle s(2)=13}, {\displaystyle s(3)=1}. Cette étude a été réalisée en 1981 par Gérard Rauzy,  dans l'objectif de généraliser les propriétés dynamiques de la substitution de Fibonacci.
Cette fractale se généralise à d'autres substitutions à trois lettres, générant d'autres figures aux propriétés intéressantes (pavage périodique du plan, auto-similarité en 3 parties homothétiques...).

## Définitions
Le mot infini de tribonacci se construit d'après la substitution dite de Tribonacci : {\displaystyle s(1)=12}, {\displaystyle s(2)=13}, {\displaystyle s(3)=1}.
À partir de 1, les mots de Tribonacci successifs sont donc :
- {\displaystyle t_{0}=1}
- {\displaystyle t_{1}=12}
- {\displaystyle t_{2}=1213}
- {\displaystyle t_{3}=1213121}
- {\displaystyle t_{4}=1213121121312}

On montre que, pour {\displaystyle n>2}, {\displaystyle t_{n}=t_{n-1}t_{n-2}t_{n-3}}, d'où le nom "Tribonacci".

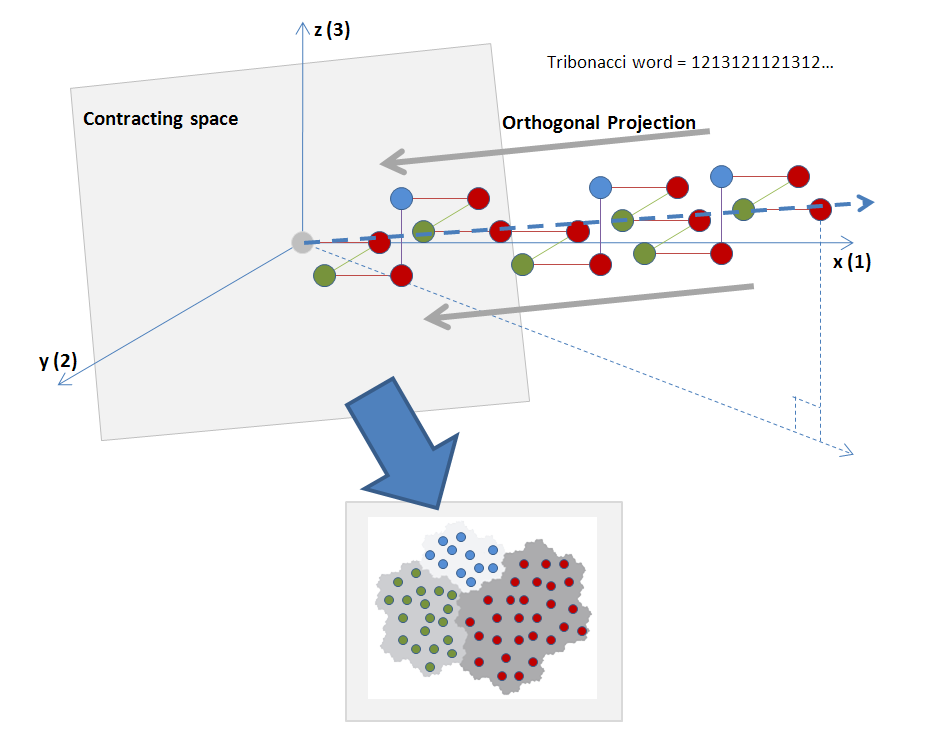
Construction

Considérons, maintenant, l'espace {\displaystyle R^{3}} muni d'un référentiel orthonormé.  
La fractale de Rauzy se construit, alors, comme suit:
1) Interpréter la suite des lettres du mot infini de Tribonacci comme une suite de vecteurs unitaires de l'espace selon la règle: (1 = direction x, 2 = direction y, 3 = direction z).
2) Construire alors un "escalier" en traçant les points atteints par cette séquence de vecteurs. Par exemple, les premiers points sont :
- {\displaystyle 1\Rightarrow (1,0,0)}
- {\displaystyle 2\Rightarrow (1,1,0)}
- {\displaystyle 1\Rightarrow (2,1,0)}
- {\displaystyle 3\Rightarrow (2,1,1)}
- {\displaystyle 1\Rightarrow (3,1,1)}

etc. Chaque point peut être coloré selon la valeur de la lettre correspondante afin de mettre en lumière l'auto-similarité.
3) Projeter alors ces points sur l'espace contractant (plan orthogonal à la direction générale de propagation de ces points, aucun des points projetés ne s'échappe à l'infini). La fractale de Rauzy est la clôture de cet ensemble.

## Propriétés
- Peut être recouverte par trois copies d'elle-même, réduites de facteurs : {\displaystyle k}, {\displaystyle k^{2}} et {\displaystyle k^{3}} avec {\displaystyle k} solution de {\displaystyle k^{3}+k^{2}+k-1=0}: {\displaystyle \scriptstyle {k={\frac {1}{3}}(-1-{\frac {2}{\sqrt[{3}]{17+3{\sqrt {33}}}}}+{\sqrt[{3}]{17+3{\sqrt {33}}}})=0.54368901269207636}}.
- Stable par échange de morceaux. On obtient la même figure changeant les trois copies de place.
- Connexe et simplement connexe. N'a pas de trou.
- Pavage périodique par translation: Peut paver le plan par translation, de manière périodique.
- La matrice de la substitution de Tribonacci a pour polynôme caractéristique {\displaystyle x^{3}-x^{2}-x-1}, ses valeurs propres étant un réel {\displaystyle \beta =1,8392}, appelé constante de Tribonacci, un nombre de Pisot, et deux complexes conjugués {\displaystyle \alpha } et {\displaystyle {\bar {\alpha }}} avec {\displaystyle \alpha {\bar {\alpha }}=1/\beta } .
- Sa frontière est fractale et la dimension de Hausdorff de cette frontière égale 1,0933 (solution de {\displaystyle 2|\alpha |^{3s}+|\alpha |^{4s}=1} [2]).

## Variantes et généralisation
Pour toute substitution de type Pisot et unimodulaire, qui vérifie, en plus, une condition particulière dite de coïncidences (toujours vérifiée, semble-t-il), on peut construire un ensemble du même genre appelé fractal de Rauzy de la substitution. Ils sont tous auto-similaires et engendrent, pour les exemples ci-dessous, un pavage périodique de l'espace. 

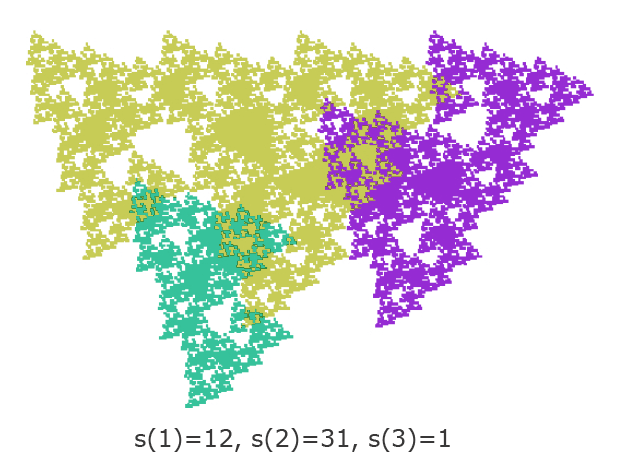
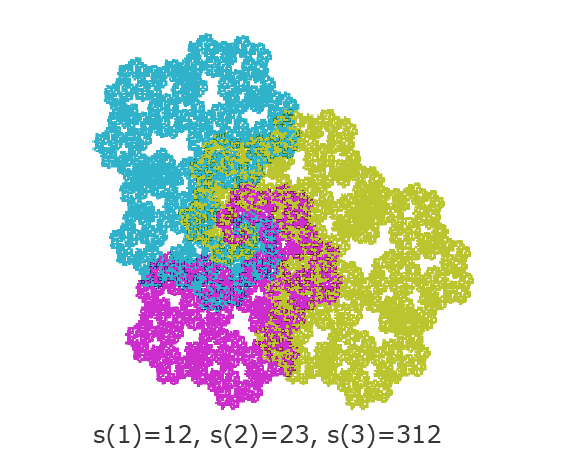
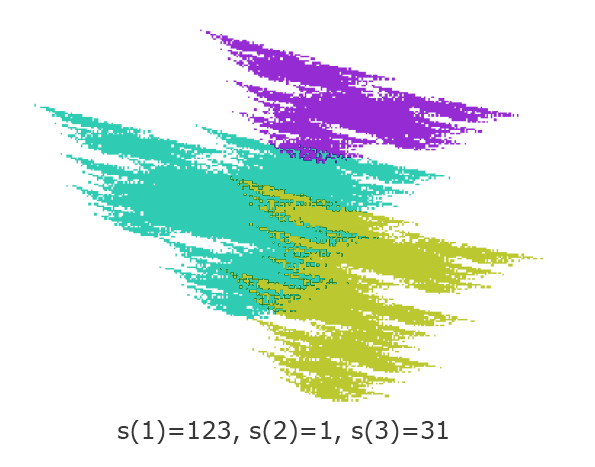
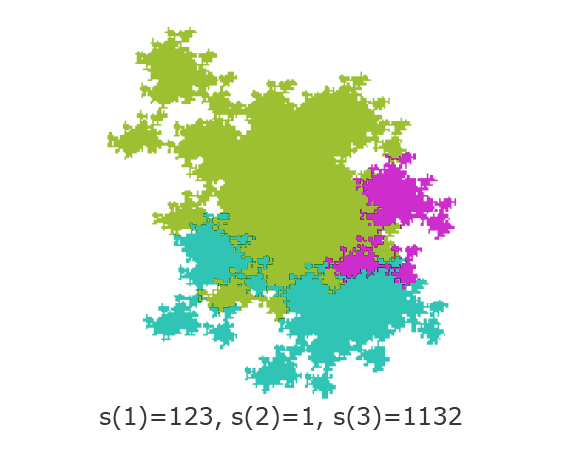

- s(1)=12, s(2)=31, s(3)=1
- s(1)=12, s(2)=23, s(3)=312
- s(1)=123, s(2)=1, s(3)=31
- s(1)=123, s(2)=1, s(3)=1132